# Presidency (Division)
Die Division Presidency ist eine Division im indischen Bundesstaat Westbengalen. 

## Geschichte
Die Division bestand bis 2016 aus sechs Distrikten. Der Distrikt Murshidabad wechselte damals zur neu geschaffenen Division Malda.

## Distrikte
Die Division Presidency besteht aus fünf Distrikten:
| Distrikt           | Hauptstadt   | Fläche (km²) | Einwohner (Stand: 2011) | Bev.-Dichte (Ew./km²) |
| ------------------ | ------------ | ------------ | ----------------------- | --------------------- |
| Dakshin 24 Pargana | Alipur       | 8.165        | 08.161.961              | 01.000                |
| Haora              | Haora        | 1.467        | 04.850.029              | 03.306                |
| Kolkata            | *            | 0.185        | 04.496.694              | 24.718                |
| Nadia              | Krishnanagar | 3.927        | 05.167.600              | 01.316                |
| Uttar 24 Pargana   | Barasat      | 4.094        | 10.009.781              | 02.445                |

* Der Distrikt Kolkata umfasst nur einen Teil der Stadt Kolkata und hat keine Hauptstadt.